# Shūsui Kōtoku
Denjirō Kōtoku (幸徳 傳次郎, i.e., Kōtoku Denjirō), mais conhecido pelo nome Shūsui Kōtoku (幸徳 秋水, i.e., Kōtoku Shūsui 1871 – 1911), foi um anarquista japonês que teve um papel fundamental na introdução do anarquismo enquanto filosofia política no Japão do início do século XX, especialmente por traduzir obras de anarquistas europeus contemporâneos, como Piotr Kropotkin, para a língua japonesa. Foi um jornalista libertário e um mártir do anarquismo em seu país, já que foi injustamente executado por traição pelo governo japonês por seu suposto envolvimento no episódio que ficou conhecido como "Incidente Kotoku".

## Biografia
O nome Shūsui Kōtoku foi dado por seu professor Nakae Chōmin.

### Socialismo e prisão
Kōtoku muda-se de seu lugar de nascimento, a cidade de Nakamura na província de Kochi, para Tóquio na metade de sua adolescência se tornando jornalista muito cedo no ano de 1893. A partir deste ano, torna-se colunista do "Toda Manhã", um dos jornais mais radicais da época, porém, se demite assim que o periódico muda sua postura em favor da guerra russo-japonesa. No mês seguinte, funda junto com Toshihiko Saka, outro jornalista do "Toda Manhã", o jornal "Heimin Shimbun" ("A Plebe"). Abertamente contra a guerra, este diário deixa clara sua postura de depreciação das leis de imprensa, gerando problemas com o governo em inúmeras ocasiões. Por conta destes problemas, Kōtoku é detido e condenado a cinco meses de prisão entre fevereiro e julho de 1905.

### Influência do anarquismo americano
Em 1901, quando Kōtoku tenta fundar o Partido Social Democrata Japonês com Sakai, ainda não era anarquista, mas sim um social-democrata. De fato, Sakai e Kōtoku foram os primeiros a traduzir O Manifesto Comunista para o japonês, o qual foi publicado em um artigo do jornal "Heimin Shimbun". Por sua tradução e divulgação, ambos receberam pesadas multas. Gradualmente seu pensamento político se transformou de socialismo estatal à filosofia libertaria quando leu "Campos, Fábricas e Oficinas" de Piotr Kropotkin na prisão. Em suas próprias palavras, "havia ido (preso) como um socialista marxista e regressara como um anarquista radical".
Em Novembro de 1905, Kōtoku viajou aos Estados Unidos com o objetivo de criticar livremente o Imperador do Japão, considerado por ele o Eixo central do capitalismo japonês. Durante sua estada nos EUA, o anarcossindicalismo e o anarcocomunismo, ambas vertentes do anarquismo estavam se tornando cada vez mais influentes nos contextos dos Estados Unidos e da Europa.
Tomou as "Memórias de um revolucionário" de Kropotkin como leitura de viagem pelo Oceano Pacífico. Quando chegou à Califórnia, começou a se corresponder com o anarquista russo e, em 1909, traduziu "A Conquista do Pão" do inglês para o japonês. Mil cópias de sua tradução foram publicadas no Japão em Março deste mesmo ano e distribuídas entre estudantes e trabalhadores.

### Retorno ao Japão
Em 28 de Junho de 1906, retorna ao Japão onde foi celebrado uma festa de boas vindas em sua homenagem, na qual discursa sobre a "maré do movimento revolucionário no mundo", dizendo que ela fluía contra a política parlamamentar (a constar, a política marxista dos partidos) em favor da greve geral como "a chave para o futuro da revolução". Tal visão comum entre os defensores do anarcossindicalismo, era àquela época, muito comum nos Estados Unidos após a fundação da Industrial Workers of the World. Neste discurso, ele deixara claro a influência americana em sua visão libertária.
A este discurso se seguiram uma série de artigos, sendo o mais conhecido deles o de chamado "A mudança em meu pensamento (no sufrágio universal)". Nestes artigos, Kōtoku passara a defender a ação direta em lugar de meios parlamentares e o sufrágio universal como forma de atingir aos objetivos políticos. Tal mudança gerou um choque em muitos de seus companheiros, provocando uma divisão entre os anarquistas, comunistas e social-democratas japoneses do movimento operário. Esta separação se fez mais evidente no fechamento do jornal "Heimin Shimbun" em abril de 1907, e sua substituíção dois meses depois por duas revistas: a social democrata "Notícias Sociais" e o jornal "Osaka Heimin Shimbun" ("A Plebe de Osaka") que defendia uma posição anarquista, em favor da Ação Direta.

### Perseguição e execução
Ainda que a maioria dos anarquistas preferissem meios pacíficos, como a difusão de propaganda, muitos outros neste período passaram a empregar ações violentas como meio de alcançar a revolução e o comunismo libertário ou, ao menos golpear o Estado e as autoridades. A repressão à publicações e organizações, como o Partido Socialista do Japão, e a "Lei Policial da Paz Pública", a qual proibiu as organizações sindicais e as greves, são dois exemplos da nova tendência no Japão. Contudo, o único incidente grave foi quando quatro anarquistas foram detidos por posse de material explosivo. Mesmo que os ataques não houvessem sido levados a cabo, em 18 de Janeiro de 1911, vinte e seis anarquistas foram declarados culpados por complô para assassinar o imperador, ainda que somente quatro dos detidos estavam comprovadamente envolvidos em um projeto de atentado contra a vida do imperador. Kōtoku foi condenado junto com outros 10 companheiros em 24 de Janeiro de 1911. Sua companheira Kanno Suga foi executada no dia seguinte sem quaisquer provas ou julgamento. Este episódio ficou conhecido como Incidente Kōtoku (Kōtoku Jiken) entre os anarquistas, e Incidente da Alta Traição (Taigyaku Jiken) pelo governo.